# Zdzisław Niekrasz

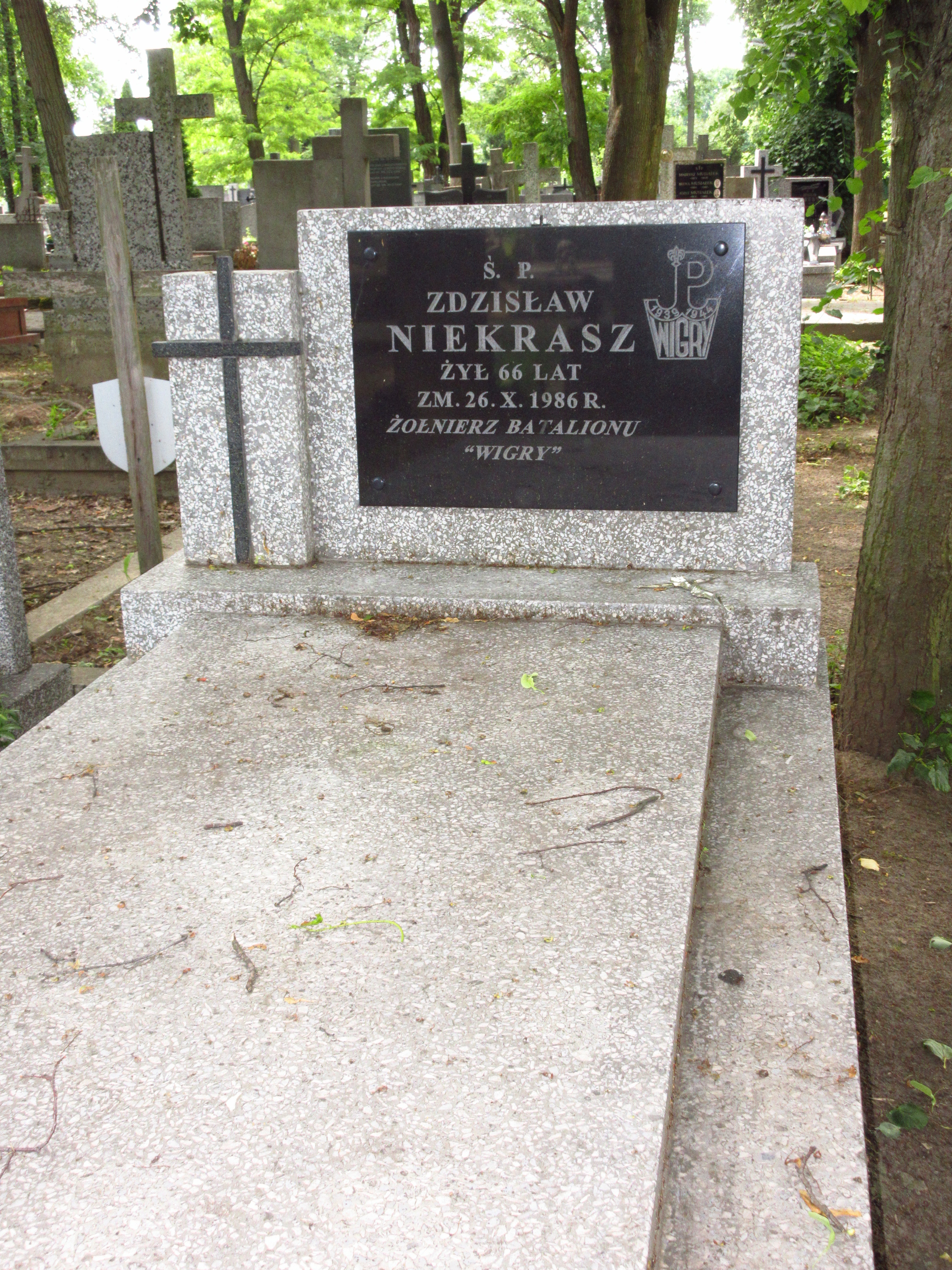
Grób Zdzisława Niekrasza na Cmentarzu Bródnowskim

Zdzisław Niekrasz ps. Nietyksza (ur. 24 stycznia 1920 w Kamieńskoje, zm. 25 października 1986) – żołnierz batalionu harcerskiego „Wigry”, plutonowy podchorąży.

## Życiorys
Ukończył Gimnazjum im. Króla Władysława IV w Warszawie (matura w 1939).
Walczył w 2. kompanii „Czesław” batalionu „Wigry”. Uczestniczył w powstaniu warszawskim, raniony w rękę 25 sierpnia na barykadzie przy ul. Jezuickiej. Przeszedł kanałami ze Starego Miasta (z pl. Krasińskich) do Śródmieścia. Po upadku powstania trafił do niewoli.
Pochowany na Cmentarzu Bródzieńskim w Warszawie (kwatera 30K-3-31).